# Aust-Telemark tingrett
Aust-Telemark tingrett is een tingrett (kantongerecht) in de Noorse fylke Vestfold og Telemark. Het gerecht is gevestigd in Notodden.
Het gerechtsgebied omvat de gemeenten Hjartdal, Tinn, Notodden en Midt-Telemark. Aust-Telemark maakt deel uit van het ressort van Agder lagmannsrett. In zaken waarbij beroep is ingesteld tegen een uitspraak van Aust-Telemark zal de zitting van het lagmannsrett meestal worden gehouden in Skien.